# Podatek pogłówny
Treść tego artykułu od 2023-12 należy opracować w taki sposób, aby nie uwypuklała nadmiernie polskiej specyfiki / aby nie zawężała się tylko do polskich warunków
Dokładniejsze informacje o tym, co należy poprawić, być może znajdują się w dyskusji tego artykułu.
 Po wyeliminowaniu niedoskonałości należy usunąć szablon {{Dopracować}} z tego artykułu.
Podatek pogłówny – forma podatku osobistego, zgodnie z którą każdy podatnik płaci nominalnie określoną kwotę podatku. W przeciwieństwie np. do podatku dochodowego przedmiotem opodatkowania jest sama osoba podatnika, a nie jego dochód.

## Historia pogłównego
Podatek pogłówny jest jedną z najstarszych form podatków. Był on ważnym źródłem dochodów państw od czasów starożytnych do XIX wieku. Obecnie jego znaczenie zmalało na rzecz podatku dochodowego.

### Podatek pogłówny w Królestwie Polskim
Od początku XIV wieku w formie pogłównego zbierano świętopietrze. W Polsce podatek ten został wprowadzony w XVI wieku, początkowo jako danina ludności żydowskiej za opiekę monarszą. Uchwalany w 1498 roku, a następnie w 1520 na sejmie w Bydgoszczy jako podatek nadzwyczajny obejmujący także szlachtę i duchowieństwo i nakładany w związku z zagrożeniem tatarskim i krzyżackim, płacony w wysokości zależnej od pozycji społecznej i urzędu. Podatek uchwalono także w 1590 roku na sejmie w Warszawie w związku z zagrożeniem wojną z Turcją, jednak został odwołany, ponieważ do niej nie doszło. Po kryzysie państwa w połowie XVII wieku pogłówne było uchwalane przez sejm wielokrotnie w 2 połowie XVII w. Część pogłównego płacona przez duchowieństwo, a następnie przez szlachtę nazywała się subsidum charitativum dla zaznaczenia dobrowolności świadczenia.
W czasach panowania Jana Kazimierza sejm w 1662 roku wprowadził jednorazowe pogłówne generalne jako subsidium charitativum (ofiara miłosierna) na pokrycie kosztów na opłacenie skonfederowanego wojska, z zastrzeżeniem, że po zakończeniu poboru instruktarze zostaną spalone. Podatek do poboru powierzono exaktorom (poborcom), których obierały sejmiki, a do pomocy w terenie zobowiązał proboszczów i wikarych. Pobór trwał wiele lat i był krytykowany m.in. na sejmie w 1667 roku jako niesprawiedliwy, bo płacony przez wszystkich. W 1673 roku Sejm znowu uchwalił pogłówne w związku z wojną z Turcją, ponownie określając go jako subsidium charitativum, lecz instruktarzy już nie spalono, lecz wydano drukiem. Następnie podatek wprowadzały sejmy w 1674, 1676, 1677, 1683, 1685. Środki uzyskiwane z kolejnych poborów były jednak coraz niższe. Od 1690 roku był to podatek stały, jednak od 1702 roku w związku z III wojną północną i załamaniem administracji państwowej w I Rzeczypospolitej podatek ten nie był pobierany centralnie, lecz przez poszczególne ziemie Królestwa na własne potrzeby. Powrócono do niego na podstawie postanowień Sejmu niemego w 1717 r. jako stały podatek na utrzymanie wojska i pobierano go według taryfy z roku 1676.

### Podatek pogłówny w Wielkim Księstwie Litewskim
W 1673 roku w Wielkim Księstwie Litewskim nie uchwalono powszechnego pogłównego, tylko w uzupełnieniu podatku podymnego nakładano pogłówne na ludzi luźnych, po 1 zł od głowy oraz na Tatarów i Żydów w sumach ryczałtowych. Od 1676 roku podatek pogłówny obowiązywał już jednak także na terenie Wielkiego Księstwa Litewskiego. W 1677 roku opublikowano konstytucję o podatku, a taryfa z tego roku służyła potem za podstawę poborową.